# Lepisiota imperfecta
Lepisiota imperfecta är en myrart som först beskrevs av Santschi 1926.  Lepisiota imperfecta ingår i släktet Lepisiota och familjen myror.

## Underarter
Arten delas in i följande underarter:
- L. i. congolensis
- L. i. imperfecta